# First Union 400
De First Union 400 was een race uit de NASCAR Winston Cup. De wedstrijd werd gehouden in het voorjaar op de North Wilkesboro Speedway in North Wilkesboro, North Carolina over een afstand van 250 mijl of 402 km. De eerste editie werd gehouden in 1951 en gewonnen door Fonty Flock, de laatste editie werd gereden in 1996 en gewonnen door Terry Labonte. Richard Petty is recordhouder aantal overwinningen. Hij won de race tien keer. Op hetzelfde circuit werd tussen 1949 en 1996 jaarlijks in het najaar de Tyson Holly Farms 400 gereden.

## Namen van de race
- Wilkes County 150 - 160 - 200 (1951 - 1958)
- Gwyn Staley 160 (1959 - 1960)
- Gwyn Staley 400 (1961 - 1978)
- Northwestern Bank 400 (1979 - 1985)
- First Union 400 (1986 - 1996)

## Winnaars
| Jaar                          | Winnaar                       | Auto                          |
| Wilkes County 150 - 160 - 200 | Wilkes County 150 - 160 - 200 | Wilkes County 150 - 160 - 200 |
| ----------------------------- | ----------------------------- | ----------------------------- |
| 1951                          | Fonty Flock                   | Oldsmobile                    |
| 1952                          | Herb Thomas                   | Hudson                        |
| 1953                          | Herb Thomas                   | Hudson                        |
| 1954                          | Dick Rathmann                 | Hudson                        |
| 1955                          | Buck Baker                    | Oldsmobile                    |
| 1956                          | Tim Flock                     | Chrysler                      |
| 1957                          | Fireball Roberts              | Ford                          |
| 1958                          | Junior Johnson                | Ford                          |
| Gwyn Staley 160               |                               |                               |
| 1959                          | Lee Petty                     | Plymouth                      |
| 1960                          | Lee Petty                     | Plymouth                      |
| Gwyn Staley 400               |                               |                               |
| 1961                          | Rex White                     | Chevrolet                     |
| 1962                          | Richard Petty                 | Plymouth                      |
| 1963                          | Richard Petty                 | Plymouth                      |
| 1964                          | Fred Lorenzen                 | Ford                          |
| 1965                          | Junior Johnson                | Ford                          |
| 1966                          | Jim Paschal                   | Plymouth                      |
| 1967                          | Darel Dieringer               | Ford                          |
| 1968                          | David Pearson                 | Ford                          |
| 1969                          | Bobby Allison                 | Dodge                         |
| 1970                          | Richard Petty                 | Plymouth                      |
| 1971                          | Richard Petty                 | Plymouth                      |
| 1972                          | Richard Petty                 | Plymouth                      |
| 1973                          | Richard Petty                 | Dodge                         |
| 1974                          | Richard Petty                 | Dodge                         |
| 1975                          | Richard Petty                 | Dodge                         |
| 1976                          | Cale Yarborough               | Chevrolet                     |
| 1977                          | Cale Yarborough               | Chevrolet                     |
| 1978                          | Darrell Waltrip               | Chevrolet                     |
| Northwestern Bank 400         |                               |                               |
| 1979                          | Bobby Allison                 | Ford                          |
| 1980                          | Richard Petty                 | Chevrolet                     |
| 1981                          | Richard Petty                 | Buick                         |
| 1982                          | Darrell Waltrip               | Buick                         |
| 1983                          | Darrell Waltrip               | Chevrolet                     |
| 1984                          | Tim Richmond                  | Pontiac                       |
| 1985                          | Neil Bonnett                  | Chevrolet                     |
| First Union 400               |                               |                               |
| 1986                          | Dale Earnhardt                | Chevrolet                     |
| 1987                          | Dale Earnhardt                | Chevrolet                     |
| 1988                          | Terry Labonte                 | Chevrolet                     |
| 1989                          | Dale Earnhardt                | Chevrolet                     |
| 1990                          | Brett Bodine                  | Buick                         |
| 1991                          | Darrell Waltrip               | Chevrolet                     |
| 1992                          | Davey Allison                 | Ford                          |
| 1993                          | Rusty Wallace                 | Pontiac                       |
| 1994                          | Terry Labonte                 | Chevrolet                     |
| 1995                          | Dale Earnhardt                | Chevrolet                     |
| 1996                          | Terry Labonte                 | Chevrolet                     |

Huidige races:
Can-Am Duel ·
Daytona 500 ·
Subway Fresh Fit 500 ·
Kobalt Tools 400 ·
Food City 500 ·
Auto Club 400 ·
STP Gas Booster 500 ·
NRA 500 ·
Aaron's 499 ·
Toyota Owners 400 ·
Bojangles' Southern 500 ·
FedEx 400 ·
Coca-Cola 600 ·
STP 400 ·
Pocono 400 ·
Quicken Loans 400 ·
Toyota/Save Mart 350 ·
Coke Zero 400 ·
Quaker State 400 ·
Camping World RV Sales 301 ·
Brickyard 400 ·
Gobowling.com 400 ·
Cheez-It 355 at The Glen ·
Pure Michigan 400 ·
Irwin Tools Night Race ·
AdvoCare 500 (Atlanta Motor Speedway) ·
Federated Auto Parts 400 ·
Geico 400 ·
Sylvania 300 ·
AAA 400 ·
Hollywood Casino 400 ·
Bank of America 500 ·
Camping World RV Sales 500 ·
Goody's Headache Relief Shot 500 ·
AAA Texas 500 ·
AdvoCare 500 (Phoenix International Raceway) ·
Ford EcoBoost 400

Voormalige races:

Buddy Shuman 276 ·
Budweiser 400 ·
Budweiser NASCAR 400 ·
Columbia 200 ·
Coors 420 ·
First Union 400 ·
Greenville 200 ·
Hickory 276 ·
Kobalt Tools 500 (Atlanta Motor Speedway) ·
Los Angeles Times 500 ·
Mountain Dew Southern 500 ·
Northern 300 ·
Pepsi 420 ·
Pepsi Max 400 ·
Pickens 200 ·
Pop Secret Microwave Popcorn 400 ·
Sandlapper 200 ·
Subway 400 ·
Tyson Holly Farms 400 ·
Winston Western 500